# سرباز جهانی (مجموعه فیلم‌ها)
سرباز جهانی (به انگلیسی: Universal Soldier) یک سری فیلم‌های اکشن و علمی–تخیلی است، که در سال ۱۹۹۲ با اولین قسمت با عنوان سرباز جهانی آغاز شد و تا سال ۲۰۱۲ با شش قسمت به سرانجام رسید. (برخی از آنها اکنون غیررسمی شناخته می‌شوند). محوریت این فیلم‌ها شخصیت لوک دوراکس (ابتدا با بازی ژان-کلود ون دام و سپس مت باتلاگیا) تا سرباز جهانی: روز حساب، که در آن قهرمان اصلی جدیدی به نام جان (با بازی اسکات ادکینز) متمرکز است.

## فیلم‌ها
| فیلم                           | تاریخ اکران ایالات متحده | کارگردان(ها) | تهیه‌کنندگان)                                              | نویسنده فیلمنامه                         |
| ------------------------------ | ------------------------ | ------------ | --------------------------------------------------------- | ---------------------------------------- |
| سرباز جهانی                    | ۱۰ ژوئیه ۱۹۹۲            | رولاند امریش | ماریو قصار، آلن شاپیرو                                    | ریچارد روتشتاین، کریستوفر لیچ، دین دولین |
| سرباز جهانی ۲: برادران در ارتش | ۲۷ سپتامبر ۱۹۹۸          | جف وولنو     | رابرت ورتهایمر                                            | Peter M. Lenkov                          |
| سرباز جهانی۳ :عملیات ناتمام    | ۲۴ اکتبر ۱۹۹۸            | جف وولنو     | رابرت ورتهایمر                                            | Peter M. Lenkov                          |
| سرباز جهانی: بازگشت            | ۲۰ اوت ۱۹۹۹              | میک راجرز    | دانیل ملنیک، مایکل I. راشمیل، ژان کلود ون دام، آلن شاپیرو | ویلیام مالون، جان فاسانو                 |
| سرباز جهانی: احیا              | ۲ فوریه ۲۰۱۰             | جان هیامز    | کریگ باومگارتن، مارک دیمون، موشه دیامانت، کورتنی سولومون  | ویکتور استروسکی                          |
| سرباز جهانی: روز حساب          | ۲۵ اکتبر ۲۰۱۲            | جان هیامز    | کریگ باومگارتن، موشه دیامانت، آلن شاپیرو، کورتنی سولومون  | جان هیامز، داگ مگنوسون و جون گرینلاغ     |

### سرباز جهانی ۱ (۱۹۹۲)
به کارگردانی رولاند امریش، نویسندگی ریچارد روتشتاین، کریستوفر لیچ و دین دولین. با بازی ژان-کلود ون دام، دولف لاندگرن و الی وکر بود.

### سرباز جهانی ۲ (۱۹۹۸)
به کارگردانی جف وولنو، نویسندگی پیتر ام. لنکف. بازیگران مت باتلاگیا، چاندارا وست و گری بیوسی.

### سرباز جهانی ۳ (۱۹۹۸)
به کارگردانی جف وولنو، نویسندگی پیتر ام لنکوف. بازیگران مت باتلاگیا، چاندارا وست، جف وینکات و برت رینولدز.

### سرباز جهانی: بازگشت (۱۹۹۹)
به کارگردانی میک راجرز، نویسندگی ویلیام مالون و جان فاسانو. با بازی ژان کلود ون دام، مایکل جای وایت و بیل گلدبرگ.

### سرباز جهانی: احیا (۲۰۰۹)
به کارگردانی جان هیامز و نویسندگی ویکتور استروسکی. با بازی ژان کلود ون دام، دولف لاندگرین و آندری آرلوفسکی.

### سرباز جهانی: روز حساب (۲۰۱۲)
به کارگردانی جان هیامز، نویسندگی جان هیامز، داگ مگنوسون و جون گرینلاگ. با بازی ژان کلود ون دام، دولف لاندگرین، آندره آرلوسکی و اسکات ادکینز

### آینده
در ۹ اکتبر ۲۰۱۸، تاد بلک و جیسون بلومنتال ریچارد ونک را برای نوشتن قسمت جدید استخدام کردند. داستان را بر روی یک سرباز زنده شده متمرکز خواهد شد.